# Viola umbrosa
Viola umbrosa är en violväxtart som beskrevs av David Heinrich Hoppe. Viola umbrosa ingår i släktet violer, och familjen violväxter. Inga underarter finns listade i Catalogue of Life.